# Напоут, Хуан Анхель
Хуа́н А́нхель Напо́ут (исп. Juan Ángel Napout Barreto; 13 мая 1958, Асунсьон) — парагвайский футбольный функционер, президент КОНМЕБОЛ в 2014—2015 годах, президент Парагвайской футбольной ассоциации (2003—2014), вице-президент ФИФА в 2015 году.

## Биография
Хуан Анхель Напоут родился в Асунсьоне 13 мая 1958 года в семье Мигеля Анхеля Напоута и Тересы Баррето. С 1976 по 1983 год Напоут обучался в Католическом университете Богоматери в Асунсьоне, получив степень бакалавра в области управления. В 1985 году Хуан Анхель женился на Карин Форстер, у пары четверо детей.
С 1980 по 1984 год был членом Университетского спортивного союза Парагвая. В 1988—1990 годах — вице-президент клуба «Серро Портеньо», затем, в 1990 году, возглавил этот клуб уже в качестве президента.
С 1991 года Напоут работал уже в структуре Парагвайской футбольной ассоциации. Два года возглавлял департамент по делам национальной сборной. С 1994 по 2002 год был членом Исполнительного комитета ПФА, с 1995 по 2006 год был Ведущим координатором всех взрослых сборных, подведомственных ПФА. В 1996—1999 годах был членом Олимпийского комитета Парагвая.
С 2003 по 2014 год был президентом Парагвайской футбольной ассоциации, благодаря чему вошёл в управленческие круги в КОНМЕБОЛ. В 2013 году стал вице-президентом главной футбольной организации Южной Америки. После ухода со своего поста многолетнего президента Николаса Леоса организацию возглавил Эухенио Фигередо, но в 2014 году уругваец был арестован в связи с разгоревшимся делом о коррупции в ФИФА. 4 марта 2015 года 56-летний Напоут был избран новым президентом КОНМЕБОЛ (с августа 2014 он исполнял обязанности президента), причём это избрание ознаменовало значительное омоложение управленческого состава в организации (Леосу на момент отставки было 84 года, Фигередо — 82 года). Напоут также стал вице-президентом ФИФА.
Однако продержался Напоут на этих должностях лишь до декабря того же года, когда волна коррупционного скандала дошла и до него. Напоут, находившийся в Цюрихе, был арестован швейцарской полицией по запросу властей США 2 декабря. Чиновника обвинили в получении взяток от телекомпании Datisa в 2013 году. Кроме того, вопросы вызвало распределение 100 млн долларов между руководителями южноамериканских ассоциаций за права на трансляцию Кубка Америки столетия, который был запланирован и проведён в 2016 году в США. Напоуту полагалось 7,5 млн долларов из этой суммы. Парагваец был обвинён в отмывании денег, создании преступного сообщества и коррупции.
В результате, в связи с невозможностью исполнять свои обязанности, 11 декабря 2015 года Напоут подал в отставку с поста президента КОНМЕБОЛ. Временно исполняющим обязанности главы Конфедерации стал уругваец Вильмар Вальдес.
29 августа 2018 года Напоут был приговорён судом США к девяти годам тюрьмы за получение взятки в размере более 10 млн долларов.